# Рейд в Белгородскую и Курскую области (март 2024)
Мартовский рейд в Белгородскую и Курскую области — боевые столкновения с 12 по 21 марта 2024 года на российско-украинской границе в ходе вторжения России на Украину. Со стороны Украины было подтверждено участие формирований: Русский добровольческий корпус (РДК), Легион «Свобода России» (ЛСР) и Сибирский батальон.
Предыдущий масштабный рейд РДК и ЛСР проводили в июне 2023 года.

## Ход событий

### 12 марта
В 08:00 по московскому времени телеграм-канал российского «военкора» Семёна Пегова WarGonzo сообщил, что «вооружённые группы на пикапах» при поддержке минометного и артиллерийского огня попытались прорвать границу в Белгородской области. По данным канала, попытка прорыва была предпринята со стороны села Одноробовка Харьковской области; около 50 человек двигались в сторону Белгородской области. WarGonzo писал, что в результате боя вооружённые группы отошли на исходные позиции, где были «накрыты средствами дальнего поражения». Пегов предположил, что «действовали вероятнее всего подразделения РДК и „Сибирский батальон“».
Вскоре «Легион „Свободы России“» опубликовал видео, на котором якобы видно, как танки пересекают границу. Видео боя также опубликовал батальон «Сибирь», который утверждал, что «на территории Российской Федерации идут ожесточённые бои». Канал также разместил видео с призывом не участвовать в выборах президента России 2024 года. Бывший депутат Госдумы Илья Пономарёв, проживающий на Украине, заявил, что ЛСР, РДК и батальон «Сибирь» вошли в Курскую и Белгородскую области «в рамках совместной операции».
Нападавшие заявили, что захватили населённые пункты Тёткино Курской области и Лозовая Рудка Белгородской области.
Вечером российские власти заявили, что попытки диверсионных групп проникнуть на территорию России были предотвращены. Минобороны России опубликовало видео из Тёткина и Нехотеевки Белгородской области. Также был показан подбитый украинский танк на пограничном переходе под Нехотеевкой. По словам губернатора Белгородской области Вячеслава Гладкова, один член теробороны был убит в ходе боёв.

### 13 марта
ЛСР призвал мирных жителей Белгорода и Курска эвакуироваться, поскольку их «вынуждают наносить огневой ущерб военным позициям в Белгороде и Курске». Они также сообщили, что уничтожили российский центр управления.
Утром ЛСР опубликовал видео с «приветом из освобождённой части Тёткино», анонсировав рейд в глубь села. Однако анализ издания «Проект» показал, что кадры были сняты в украинском приграничном селе Рыжевка, в 300 метрах от посёлка Тёткино. Представитель ЛСР рассказал «Проекту», что видео действительно было снято на окраине Рыжёвки, ещё «до штурма Тёткино». По его данным, на момент публикации видео военные уже находились в Тёткино, но видео оттуда он предоставить не смог, объяснив, что рискует вызвать огонь по своим. Независимого подтверждения того, что ЛСР вошёл в Тёткино, не было.

### 14 марта
В Белгородской области российские власти заявили, что ещё одно нападение было направлено на город Грайворон, недалеко от границы с Украиной, при этом было объявлено предупреждение о воздушном налёте, а гражданское население района, по-видимому, было эвакуировано. Вооружённые формирования также организовали ещё одно вторжение в Курскую область. Торговые центры в Белгороде закрылись из-за обстрелов. ISW отмечал, что несколько российских «военкоров» сообщили о продолжающихся столкновениях в Тёткино, а также в Козинке и Сподарюшино в Белгородской области.

### 15 марта
В Минобороны России заявили, что вторжение в Белгородскую область накануне было отражено. Продолжали поступать сообщения о перестрелках в окрестностях Сподарюшино и Попово-Лежачи. Вскоре после полудня по Белгороду был нанесён артиллерийский удар, поразивший гражданские здания и улицы. Министерство обороны России также сообщило о продолжающихся столкновениях в районе Козинки и Тёткино. Кроме того, российские «военкоры» сообщили, что для усиления обороны в регион была переброшена 2-я гвардейская бригада спецназа.
Несмотря на то, что в городе была закрыты рестораны и магазины, избирательные участки продолжали работать.

### 16 марта
РДК заявил, что взял в плен 25 российских солдат. Как и в случае с предыдущими вторжениями в 2023 году, когда РДК взяла в плен несколько российских солдат, командующий РДК Денис Капустин попросил аудиенции у белгородского губернатора Вячеслава Гладкова для проведения обмена пленными.
Рано утром ЛСР предупредил жителей Белгорода, что собирается нанести ракетный удар по российским военным объектам в городе. Примерно в 17:00 по местному времени произошёл удар. Губернатор Вячеслав Гладков сообщил, что по городу было выпущено 15 ракет РМ-70 «Вампир», 8 из которых были сбиты, однако ракеты и их обломки поразили гражданские объекты, в результате чего погибли двое человек и трое было ранено. Через несколько часов был нанесён второй удар. Гладков сообщил, что несколько ракет были сбиты, а их обломки упали на несколько домов и предприятий, вызвав пожар в индустриальном парке, в результате которого пострадал один мирный житель.
Минобороны РФ в одном из своих телеграм-каналов заявило, что ВСУ пытались зайти на территорию РФ в нескольких местах, все атаки были отражены, были нанесены удары по технике и живой силе противника.

### 17 марта
Утром Белгород вновь находился под обстрелом, в результате которого был повреждён частный жилой дом. Погибла 16-летняя девушка, её отец госпитализирован с ранениями. Днём последовал ещё один удар, в результате которого один человек погиб и 11 получили ранения. По сведениям Минобороны РФ, над Белгородской областью российские средства ПВО сбили 11 украинских беспилотников, а в Сумской областью — украинский вертолёт Ми-8, летевший в сторону села Козинки.

### 18 марта
По заявлению губернатора региона Вячеслава Гладкова, 18 и 19 марта будут закрыты школы, 17 и 18 марта — торговые центры.

### 19 марта
По сведениям Минобороны РФ, около 10:30 по московскому времени ВСУ атаковали Белгородскую область с помощью реактивной системы залпового огня RM-70 «Вампир». Под обстрелы попал посёлок Разумное; несколько человек пострадали. Власти Белгородской области приняли решение вывезти из Белгорода, Белгородского района, Шебекинского округа, Грайворонского района порядка 9 тыс. детей в другие регионы РФ из-за продолжающихся обстрелов по стороны ВСУ.
ЛСР заявил, что уничтожила склад боеприпасов в посёлке Тёткино. Тем временем, боевая группа Гетика (подразделение румын и молдаван в составе Интернационального легиона Украины) объявила, что они участвуют во вторжении в течение последних «несколько дней», а именно в лесах к северо-западу от Грайворона.

### 20 марта
По решению оперативного штаба Белгородской области на въезде в семь населённых пунктов Белгородской области установлены блокпосты.
Сообщалось о боях в Красной Яруге, Козинке, Грайвороне, Горьковском, Журавлевке и Октябрьском, а также в других районах Курской и Воронежской областях. ЛСР также опубликовала несколько перехваченных звонков, в которых сообщалось, что население Белгорода эвакуируется в Старый Оскол. В Минобороны России заявили о «полной очистке» Козинки от проукраинских формирований, убив 650 из них «ударами с воздуха и артиллерийским огнём». По заявлению немецкого журналиста Юлиана Репке, российские военные в ходе отражения атак использовали фугасные бомбы ФАБ-500. Некоторые российские «военкоры» не согласились с Минобороной, заявив, что в Козинке все еще идут бои. Село стёрто с лица земли, предположительно, российскими авиаударами.

### 21 марта
Обстрелы Белгорода продолжились. Минобороны РФ заявило об уничтожении 10 снарядов RM-70 Vampire. В результате обстрела пострадали пять человек, повреждения получила спортивная арена «Белгород-Арена».

## Потери

### Гражданские
По словам губернатора Вячеслава Гладкова, в Белгородской области с 12 по 19 марта в результате обстрелов в регионе погибли 16 человек и 98 человека пострадали.

### Военные
12 марта Министерство обороны России заявило, что во время вторжения оно убило 234 нападавших. 15 марта Минобороны РФ заявило, что уничтожило более 1500 человек, воюющих за Украину а также 23 бронемашины и 18 танков.
Вячеслав Гладков заявил, что в ходе попытки прорыва границы диверсионно-разведывательными группами, был убит член местной теробороны.

## Реакции

### Украина
Украинские официальные лица отрицают свою причастность к атакам. Представитель ГУР МО Украины Андрей Юсов заявлял, что данные формирования «действуют абсолютно автономно, самостоятельно и выполняют свои общественно-политические программные задачи». Однако, как сообщается, ЛСР является частью Интернационального легиона, подразделения Сил территориальной обороны украинского военного резерва.
16 марта начальник ГУР Кирилл Буданов заявил, что «нет сомнений в том, что субъектность (антикремлёвских ополченцев) появляется, их уже нельзя называть „группировками“, теперь они становятся силой», и что ГУР будет поддерживать их «насколько это возможно».
По сведениям газеты The Kyiv Independent, у вторжения «нет чёткого плана», и хотя РДК и ЛСР и заявляли, что их общая цель — марш на Москву и свержение российского правительства, представитель ЛСР заявил, что «это нереалистичный сценарий в обозримом будущем». Алексей Барановский, другой представитель ЛСР, заявил, что непосредственной целью вторжения было «сорвать региональные выборы» и «активизировать внутреннюю российскую оппозицию». Между тем в Telegram-аккаунте ЛСР указано, что его целью является прекращение обстрелов Харькова российской артиллерией с позиций в Белгородской области.
21 марта на пресс-конференции в Киеве лидеры вторжения заявили, что получали разведывательную и логистическую поддержку от Украины, но повторили свое утверждение, что действовали независимо от Киева, когда вели бои на территории России. Денис Капустин добавил, что Украина предоставила боеприпасы для малокалиберного оружия и медицинскую эвакуацию. Однако, когда его спросили, откуда они получили свои тяжелое вооружение, бронированные транспортные средства и танки, Капустин заявил, что «танки и системы реактивного залпа можно купить в военторге», очевидно имея в виду заявление Владимира Путина о том, что «зелёные человечки» во время вторжения в Крым были просто гражданскими, снабжёнными из военторга. Тем временем Барановский, представитель ЛСР, заявил, что часть тяжелой техники была «трофеями» из предыдущих боев с российскими силами.

### Россия
Минобороны России, несмотря на продолжающиеся боевые действия, отрицало факт захвата населённых пунктов, заявляя, что в ходе отражения все атаки были отбиты, а нападающие были вынуждены отступить. 12 марта военный оперативный штаб Курской области запретил публикацию и распространение контента, показывающего российских военнослужащих, артиллерийские удары, средства ПВО и удары беспилотников в целях обеспечения безопасности операций в регионе.
Школам в Курске было приписано перейти на дистанционное обучение до конца недели.
Президент Владимир Путин назвал вторжение попыткой «сорвать» выборы и «помешать нормальному процессу волеизъявления граждан». 19 марта Путин вновь заявил, что «террористические» атаки в Курской и Белгородской областях были «отбиты» и «пресечены» ФСБ, несмотря на продолжающиеся рейды.
Выступая в Совете безопасности, Путин заявил, что общая численность «наёмников» составляет примерно 2500 «боевиков», что делает это вооружённое вторжение в Россию крупнейшим со времён Второй мировой войны.